# جمشید و خورشید
جمشید و خورشید یا شبستان وصال که در پیروی از خسرو و شیرین به نظم کشیده شده‌ است، تنها اثر مستور بیگدلی می‌باشد که به صورت شعر نگاشته شده است.
نسخه دست نوشته این کتاب در کتابخانه شخصی آیت‌الله بروجردی با شماره ردیف ۲۴۸۱ قرار دارد.
این نسخه خطی توسط میرزا فضل‌الله بیگدلی شاملو (مشهور به باباخان) فرزند میرزا ابوالفضل بیگدلی شاملو در اواخر شهر شوال ۱۳۰۶ هجری قمری به کتابت درآمده است.
این کتاب با همکاری  غلامحسین بیگدلی و  محمدحسین ضیائی بیگدلی و بانو  حشمت الملوک (فروغ) بیگدلی آذری عکس برداری، ویراستاری و به چاپ رسیده است.